# Bastioua
Bastioua est une localité située dans le département de Samba de la province du Passoré dans la région Nord au Burkina Faso.

## Géographie
Bastioua est une localité très excentrée au sein du département et de fait plus tournée vers celui, voisin, de Godyr. Elle se situe à environ 20 km au nord-ouest du centre de Samba, le chef-lieu départemental, et à 50 km au sud-ouest de Yako. En revanche, elle se trouve à 5 km à l'est de Bissou (Godyr) et à 15 km de Toéssin (Samba) et de la route nationale 13.

## Santé et éducation
Le centre de soins le plus proche de Bastioua est le centre de santé et de promotion sociale (CSPS) de Bissou, dans le département voisin de Godyr, tandis que le centre médical avec antenne chirurgicale (CMA) de la province se trouve à Yako.